# 靳黈
靳黈（？—？），戰國时期韩国上黨郡的郡守。

## 生平
前262年，秦國武安君白起伐韓，取得野王。上黨郡成為韓國的飛地，韓國派陽城君到秦國謝罪，割上黨之地請和。另一方面，派遣韓陽通知靳黈撤離上黨，與秦國交接，靳黈不肯，韓桓惠王已經許諾了秦相國應侯范且，不敢違約，就把靳黈罷免，改任馮亭為上黨郡郡守。